# Trofeu Santiago Bernabéu
El Trofeu Santiago Bernabeu és un torneig amistòs que organitza el Reial Madrid tots els anys des de 1979, dedicat a la memòria del president madridista Santiago Bernabéu.

## Enfrontaments
Nota: En cas d'empat, l'equip de l'esquerra va guanyar per penals.
| Any  | Campió             | Subcampió           | Resultat           |
| ---- | ------------------ | ------------------- | ------------------ |
| 1979 | Bayern de Múnic    | Ajax Amsterdam      | 2-0                |
| 1980 | Bayern de Múnic    | Reial Madrid        | 1-1                |
| 1981 | Reial Madrid       | AZ '67              | 0-0                |
| 1982 | Hamburger SV       | Standard Liège      | 3-1                |
| 1983 | Reial Madrid       | Hamburger SV        | 3-2                |
| 1984 | Reial Madrid       | FC Köln             | 4-1                |
| 1985 | Reial Madrid       | Bayern de Múnic     | 4-2                |
| 1986 | Dinamo Kiev        | Reial Madrid        | 3-2                |
| 1987 | Reial Madrid       | Everton FC          | 6-1                |
| 1988 | AC Milan           | Reial Madrid        | 3-0                |
| 1989 | Reial Madrid       | Liverpool FC        | 2-0                |
| 1990 | AC Milan           | Reial Madrid        | 3-1                |
| 1991 | Reial Madrid       | Colo-Colo           | 6-1                |
| 1992 | Ajax Amsterdam     | Reial Madrid        | 3-1                |
| 1993 | Inter de Milà      | Reial Madrid        | 2-2                |
| 1994 | Reial Madrid       | Palmeiras           | 3-2                |
| 1995 | Reial Madrid       | Ajax Amsterdam      | 1-0                |
| 1996 | Reial Madrid       | Benfica             | 4-0                |
| 1997 | Reial Madrid       | Portuguesa          | 1-0                |
| 1998 | Reial Madrid       | Peñarol             | 4-0                |
| 1999 | Reial Madrid       | AC Milan            | 4-2                |
| 2000 | Reial Madrid       | Santos FC           | 2-0                |
| 2001 | Inter de Milà      | Reial Madrid        | 2-1                |
| 2002 | Bayern de Múnic    | Reial Madrid        | 2-1                |
| 2003 | Reial Madrid       | River Plate         | 3-1                |
| 2004 | Pumas de la UNAM   | Reial Madrid        | 1-0                |
| 2005 | Reial Madrid       | MLS Selection       | 5-0                |
| 2006 | Reial Madrid       | RSC Anderlecht      | 2-1                |
| 2007 | Reial Madrid       | FK Partizan Belgrad | 2-0                |
| 2008 | Reial Madrid       | Sporting de Lisboa  | 5-3                |
| 2009 | Reial Madrid       | Rosenborg BK        | 4-0                |
| 2010 | Reial Madrid       | Peñarol             | 2-0                |
| 2011 | Reial Madrid       | Galatasaray SK      | 2-1                |
| 2012 | Reial Madrid       | CD Millonarios      | 8-0                |
| 2013 | Reial Madrid       | Al-Sadd             | 5-0                |
| 2014 | No va ser disputat | No va ser disputat  | No va ser disputat |
| 2015 | Reial Madrid       | Galatasaray SK      | 2-1                |
| 2016 | Reial Madrid       | Stade de Reims      | 5-3                |
| 2017 | Reial Madrid       | ACF Fiorentina      | 2-1                |
| 2018 | Reial Madrid       | AC Milan            | 3-1                |
| 2019 | No va ser disputat | No va ser disputat  | No va ser disputat |
| 2020 | No va ser disputat | No va ser disputat  | No va ser disputat |
| 2021 | No va ser disputat | No va ser disputat  | No va ser disputat |
| 2022 | No va ser disputat | No va ser disputat  | No va ser disputat |

## Guanyadors
| Equip           | Trofeus |
| --------------- | ------- |
| Reial Madrid    | 28      |
| Bayern de Múnic | 3       |
| AC Milan        | 2       |
| Inter de Milà   | 2       |
| UNAM            | 1       |
| AFC Ajax        | 1       |
| Hamburger SV    | 1       |
| Dynamo de Kiev  | 1       |